# 城下停留場

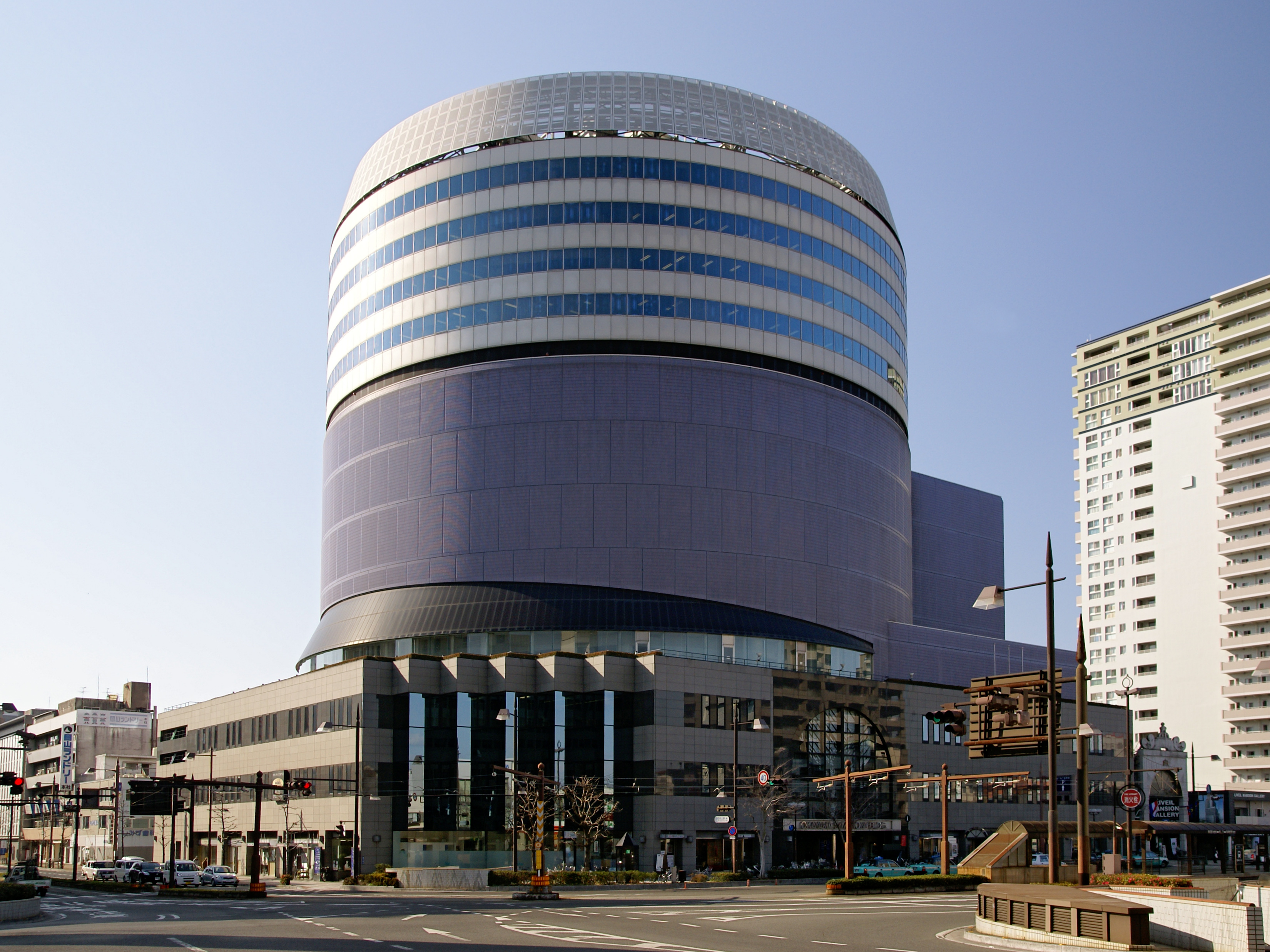
岡山シンフォニーホール

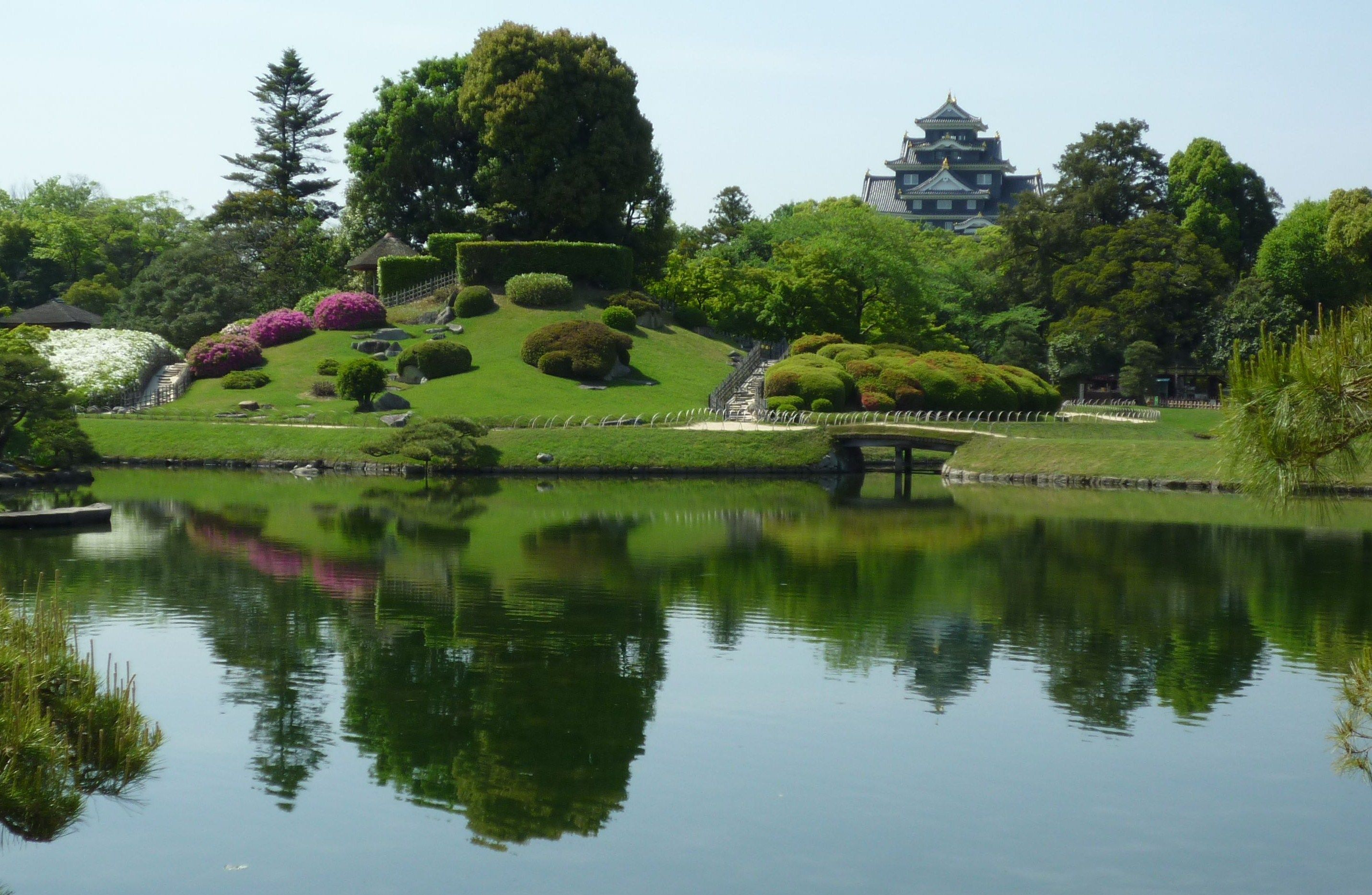
後楽園と岡山城

城下停留場（しろしたていりゅうじょう）は岡山県岡山市北区天神町および表町一丁目にある岡山電気軌道東山本線の停留場である。駅番号はH04。後楽園および岡山城の最寄駅である。

## 歴史
- 1912年（明治45年）5月5日：駅前（現：岡山駅前） - 御城下間の開通と同時に上之町停留場として、現在よりも約100m終点方に開業[2]。
- 1943年（昭和18年）3月18日：廃止。
- 1949年（昭和24年）4月8日：復活。
- 1954年（昭和29年）12月20日：番町線との分岐駅である城下停留場（旧：御城下停留場）に統合され、廃止。城下停留場が上之町停留場に改称。
- 1968年（昭和43年）6月1日：番町線廃止に伴い上之町停留場として再度復活[3]。
- 1970年（昭和45年）10月17日：表町入口停留場に改称。
- 1985年（昭和60年）7月1日：100m起点方に移設、城下停留場に改称。

## 構造
島式ホーム1面2線。東山方に地下へ降りる階段があり、交差点の真下は「しろちか」という地下広場となっている。この地下広場は当停留場の目の前にある岡山シンフォニーホールに直結している他、後楽園、県立美術館方面に交差点を介さず行くことが可能である。

## 周辺
表町方面
- 宇野バス「表町入口」バス停
- 岡山県道27号岡山吉井線（桃太郎大通り、城下筋）
- 城下地下広場
- 城下地下駐車場
- 岡山シンフォニーホール
- 岡山表町商店街
- 岡山ランドリー本社
- 岡山市立オリエント美術館

後楽園・岡山城方面
- 烏城みち
- 岡山市民会館
- 心臓病センター榊原病院
- 岡山市立岡山後楽館中学校・高等学校
- RSKホールディングス・RSK山陽放送本社
- 後楽園
- 岡山城
- 岡山県立博物館
- 夢二郷土美術館

天神町・石関町方面
- 岡電バス・宇野バス「美術館前」バス停
- 岡山県道400号後楽園線（城下筋）
- 日本経済新聞社岡山支局
- 両備不動産
- 岡山東税務署
- 岡山市立オリエント美術館
- 岡山県立美術館
- 岡山県天神山文化プラザ
- 岡山神社
- シネマ・クレール
- 石山公園

## バス路線
交差点南側に「城下」バス停（天満屋・県庁前方面のみ）、交差点北側に「RSK本社前・美術館前」バス停・「美術館前・RSK本社前」バス停、交差点西側に「表町入口」バス停がある。
Harecaの場合に限り、岡山電気軌道の路面電車（岡山駅前方面）と岡電バス（後楽園・藤原団地方面）を、城下停留場と城下バス停・RSK本社前・美術館前バス停・美術館前・RSK本社前バス停で乗り換えた場合、乗換を含んだ乗車区間を全てバスで乗車したものとして運賃計算する。
乗り入れるバス会社
- ■宇野バス（宇野自動車）
- ■岡電バス（岡山電気軌道）
- ■八晃運輸

### 城下
※すべて一般路線。
| のりば | ■路線番号 | 会社名 | 行先・方面など                                     | 備考           |
| ------ | --------- | ------ | -------------------------------------------------- | -------------- |
| 南行   | ■001      | 岡電   | （天満屋経由）岡山駅                               |                |
| 南行   | ■015      | 岡電   | （天満屋・岡山駅・済生会病院経由）京山・池田動物園 |                |
| 南行   | ■02H      | 岡電   | （天満屋・岡山駅・市役所・水道局経由）大学病院     | 土休日のみ運行 |
| 南行   | ■M03 (3)  | 八晃   | 〔めぐりん益野線〕（県庁前・東山・益野経由）新橋   |                |

### RSK本社前・美術館前
※すべて一般路線。
| のりば | ■路線番号 | 会社名 | 行先・方面など                                                                                     | 備考 |
| ------ | --------- | ------ | -------------------------------------------------------------------------------------------------- | ---- |
| 北行   | ■018      | 岡電   | （後楽園・浜経由）藤原団地                                                                         |      |
| 北行   | ■207      | 宇野   | （弓之町・中区役所前・岡山ハートクリニック・新中島竹田橋・新屋敷団地・雄町・東岡山駅前経由）東岡山 |      |

### 美術館前・RSK本社前
※すべて一般路線。
| のりば | ■路線番号 | 会社名 | 行先・方面など                                     | 備考           |
| ------ | --------- | ------ | -------------------------------------------------- | -------------- |
| 南行   | ■001      | 岡電   | （天満屋経由）岡山駅                               |                |
| 南行   | ■015      | 岡電   | （天満屋・岡山駅・済生会病院経由）京山・池田動物園 |                |
| 南行   | ■02H      | 岡電   | （天満屋・岡山駅・市役所・水道局経由）大学病院     | 土休日のみ運行 |
| 南行   | ■207      | 宇野   | 表町BC                                             |                |

### 表町入口
※すべて一般路線。
| のりば | ■路線番号 | 会社名 | 行先・方面など | 備考 |
| ------ | --------- | ------ | --- | ---- |
| 西行   | ■         | 宇野   | 岡山駅 |      |
| 西行   | ■206      | 宇野   | （岡山駅・中区役所前・岡山ハートクリニック・新中島竹田橋・新屋敷団地・雄町・東岡山駅前経由）東岡山                |      |
| 西行   | ■210      | 宇野   | （岡山駅・番町口・法界院・三野・原・玉柏・新道穂崎・新道河本・下市・町苅田・仁堀・周匝経由）湯郷温泉・林野駅      |      |
| 西行   | ■216      | 宇野   | （岡山駅・番町口・法界院・三野・法界院・原・玉柏・新道穂崎・新道河本・赤磐市役所口経由）ネオポリス東6丁目         |      |
| 西行   | ■219      | 宇野   | （岡山駅・番町口・法界院・三野・法界院・原・玉柏・新道穂崎・新道河本・赤磐市役所口経由）ネオポリス西9丁目         |      |
| 西行   | ■229      | 宇野   | （岡山駅・番町口・法界院・三野・法界院・原・玉柏・新道穂崎・山陽団地西・下市・赤磐市役所口経由）ネオポリス西9丁目 |      |
| 西行   | ■233      | 宇野   | （岡山駅・番町口・法界院・三野・法界院・原・玉柏・新道穂崎・山陽団地西→中経由）循環 山陽団地                      |      |
| 西行   | ■236      | 宇野   | （岡山駅・番町口・法界院・三野・法界院・原・玉柏・新道穂崎・山陽団地中・下市・赤磐市役所口経由）ネオポリス東6丁目 |      |
| 西行   | ■239      | 宇野   | （岡山駅・番町口・法界院・三野・法界院・原・玉柏・新道穂崎・山陽団地中・下市・赤磐市役所口経由）ネオポリス西9丁目 |      |
| 東行   | ■         | 宇野   | 表町BC |      |
| 東行   | ■205      | 宇野   | （表町BC・県庁前・国富・藤原・清水・国府市場・湯迫経由）四御神                                                    |      |
| 東行   | ■251b     | 宇野   | （表町BC・県庁前・国富・二本松・兼基経由）長岡団地                                                                |      |
| 東行   | ■251      | 宇野   | （表町BC・県庁前・国富・二本松・兼基経由）長岡駅前（東岡山駅南口）                                                |      |
| 東行   | ■252      | 宇野   | （表町BC・県庁前・国富・二本松・兼基・長岡・平島経由）八日市                                                      |      |
| 東行   | ■253      | 宇野   | （表町BC・県庁前・国富・二本松・兼基・長岡・平島・八日市・伊部経由）片上                                          |      |
| 東行   | ■254      | 宇野   | （表町BC・県庁前・国富・二本松・兼基・長岡・平島経由）瀬戸駅                                                      |      |
| 東行   | ■256      | 宇野   | （表町BC・県庁前・国富・二本松・兼基・長岡・平島・瀬戸駅・下市・赤磐市役所経由）ネオポリス東6丁目                 |      |
| 東行   | ■259      | 宇野   | （表町BC・県庁前・国富・二本松・兼基・長岡・平島・瀬戸駅・下市・赤磐市役所経由）ネオポリス西9丁目                 |      |
| 東行   | ■M03 (3)  | 八晃   | 〔めぐりん益野線〕（県庁前・東山・益野経由）新橋                                                                  |      |

## 隣の停留場
岡山電気軌道
■東山本線
柳川停留場 (H03) - 城下停留場 (H04) - 県庁通り停留場 (H05)